# Brett Sinkinson
Pas d'image ? Cliquez ici

a Compétitions nationales et continentales officielles uniquement.

b Matchs officiels uniquement.
Dernière mise à jour le 13 avril 2023.
Brett David Sinkinson, né le 30 décembre 1971 à Rotorua, est un joueur de rugby à XV, qui a joué avec l'équipe du pays de Galles au poste de troisième ligne aile. 

## Carrière

### En club
Entre 1998 et 2003 il a disputé 24 matchs de compétitions européennes, dont 12 matchs de Coupe d'Europe.

### En équipe nationale
Il a disputé son premier test match le 6 mars 1999, contre l'équipe de France, et son dernier test match le 2 mars 2002 contre l'équipe d'Italie. Sinkinson a participé à la Coupe du monde 1999 (quatre matchs).

## Statistiques en équipe nationale
- Sélections en équipe nationale : 20
- 5 points (1 essai)
- Sélections par année : 11 en 1999, 3 en 2000, 5 en 2001, 1 en 2002
- Tournois des Cinq/Six Nations disputés : 1999, 2000, 2002